# Blumroda

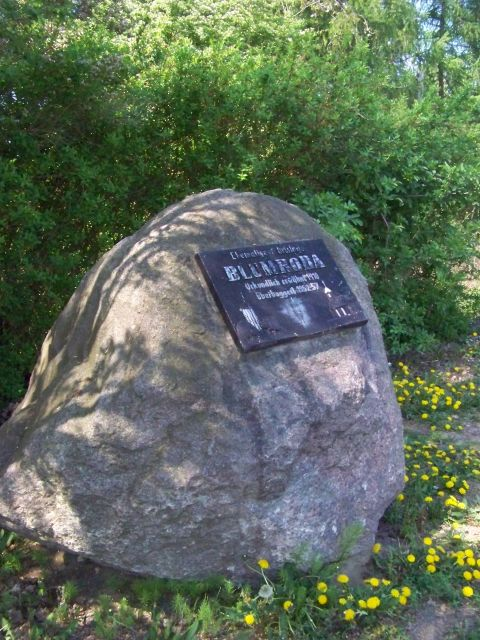
Gedenkstein an Blumroda

Blumroda war ein Dorf südwestlich von Borna, das in den Jahren 1952 bis 1957 dem Braunkohlebergbau dem Tagebau Borna-West zum Opfer gefallen ist. Seine Flur und die wenigen erhalten gebliebenen Häuser gehören heute zum Ortsteil Thräna der Bornaer Ortschaft Wyhratal im Landkreis Leipzig (Freistaat Sachsen).

## Lage
Blumroda lag in der Leipziger Tieflandsbucht zwischen Borna im Nordosten und Regis-Breitingen im Südwesten. Es lag zwischen der Pleiße im Westen und der B 93 (früher F 93) im Osten. Die devastierte Ortslage befindet sich heute südöstlich des Speicherbeckens Borna. Das in der neueren Zeit entstandene Gewerbegebiet Blumroda befindet sich auf der anderen Seite der B 93 südöstlich des ehemaligen Orts.

## Geschichte

### Von der Gründung bis Mitte des 19. Jahrhunderts

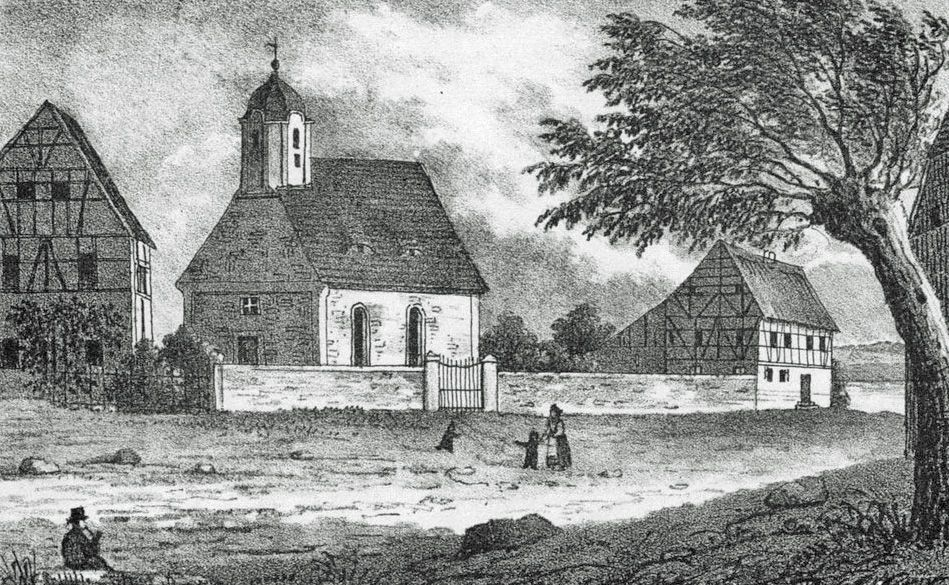
Die Kirche in Blumroda um 1840

Die Kirche von Blumroda wurde 1410 das erste Mal urkundlich erwähnt. 1413 verkauften die von Breesen (von Biesen) ihre dem Hochstift Naumburg-Zeitz lehnbaren Güter zu Blumroda mit der Mühle zu Regis an den Naumburger Bischof. Blumroda gehörte seitdem mit Regis und Breitingen zu dem 1369 erstmals erwähnten Amt Breitingen, das den geringen bischöflichen Besitz im nördlichen Pleißenland zusammenfasste. 1420 zerstörten einfallende Hussiten den Nachbarort Trojan. Seine Flur wurde in der Folgezeit auf Wyhra, Thräna und Blumroda aufgeteilt, letzteres erhielt 3,5 Hufen. Im Zuge der Einführung der Reformation kam das Amt Breitingen im Jahr 1536 zur Ephorie Zeitz. Seit 1542 sind Regis, Breitingen und Blumroda lutherisch.
Durch die Wittenberger Kapitulation im Jahr 1547 wurde der albertinische Herzog und nunmehrige Kurfürst Moritz von Sachsen Schutzherr über das Stiftsland Naumburg-Zeitz. Nach dem Tod des letzten Naumburger Bischofs Julius von Pflug im Jahre 1564 ging das Hochstift mit seinen Ämtern an den albertinischen Kurfürsten August I. von Sachsen als Administrator über. 1564 wurde aus dem Stiftsbesitz um Zeitz das Amt Zeitz gebildet, dem in der Folgezeit auch das räumlich von diesem getrennte kleine Amt Breitingen mit Regis, Breitingen und Blumroda zugerechnet wurde. Obwohl der Name „Amt Breitingen“ weiterhin im Sprachgebrauch blieb, taucht es als Rittergutsbezirk mit zugehörigen Orten in der Auflistung des Amts Zeitz auf. Es lag zwischen dem kursächsischen Amt Borna im Norden und dem zum ernestinischen Herzogtum Sachsen-Altenburg gehörigen Amt Altenburg im Süden.
Zwischen 1656/57 und 1718 gehörte Blumroda im Amt Breitingen als Teil des Amts Zeitz zum wettinischen Sekundogenitur-Fürstentum Sachsen-Zeitz. Mit der Ernennung des Kurfürstentums Sachsen zum Königreich gehörte der Ort ab 1806 zum Königreich Sachsen. 1814 wurde das Naumburger Stiftsgebiet als Teil des Königreichs Sachsen unter Generalgouverneur Nikolai Grigorjewitsch Repnin-Wolkonski aufgelöst. Nach der Niederlage Napoleons musste das mit ihm verbündete Königreich Sachsen nach dem Beschluss des Wiener Kongresses im Jahr 1815 einen großen Teil seines Gebietes, darunter das Amt Zeitz, an das Königreich Preußen abtreten. Die östlichen Exklavenorte, d. h. das Amt Breitingen mit Regis, Breitingen und Blumroda und die Zeitzer Amtsorte Nehmitz, Hagenest und Wildenhain verblieben bei Sachsen und wurden dem Amt Borna angegliedert. Kirchlich kamen die Orte des aufgelösten Amts Breitingen zur Ephorie Borna. Am 19. Dezember wurde die Patrimonialgerichtsbarkeit des Ritterguts Breitingen über Regis, Breitingen und Blumroda aufgelöst. Die Gerichtsbarkeit übernahm das Königliche Landgericht Borna. 1875 kam Blumroda zur Amtshauptmannschaft Borna.

### Mitte des 19. Jahrhunderts bis zur Gegenwart

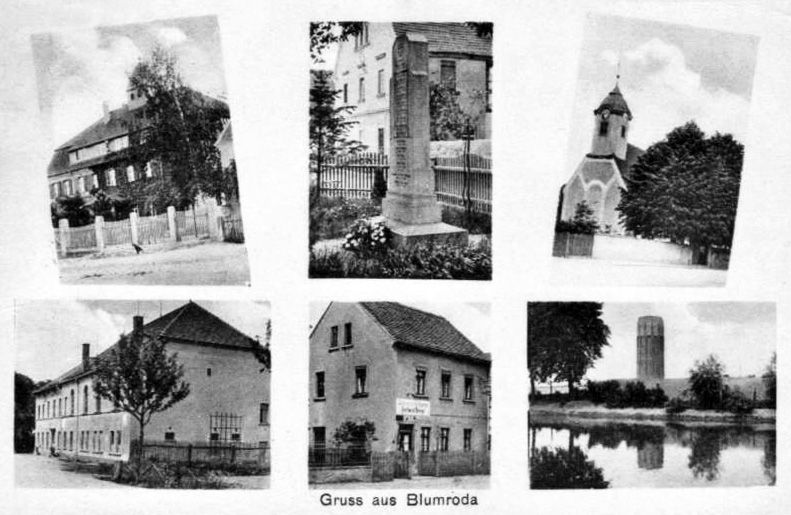
Grußkarte aus Blumroda 1928

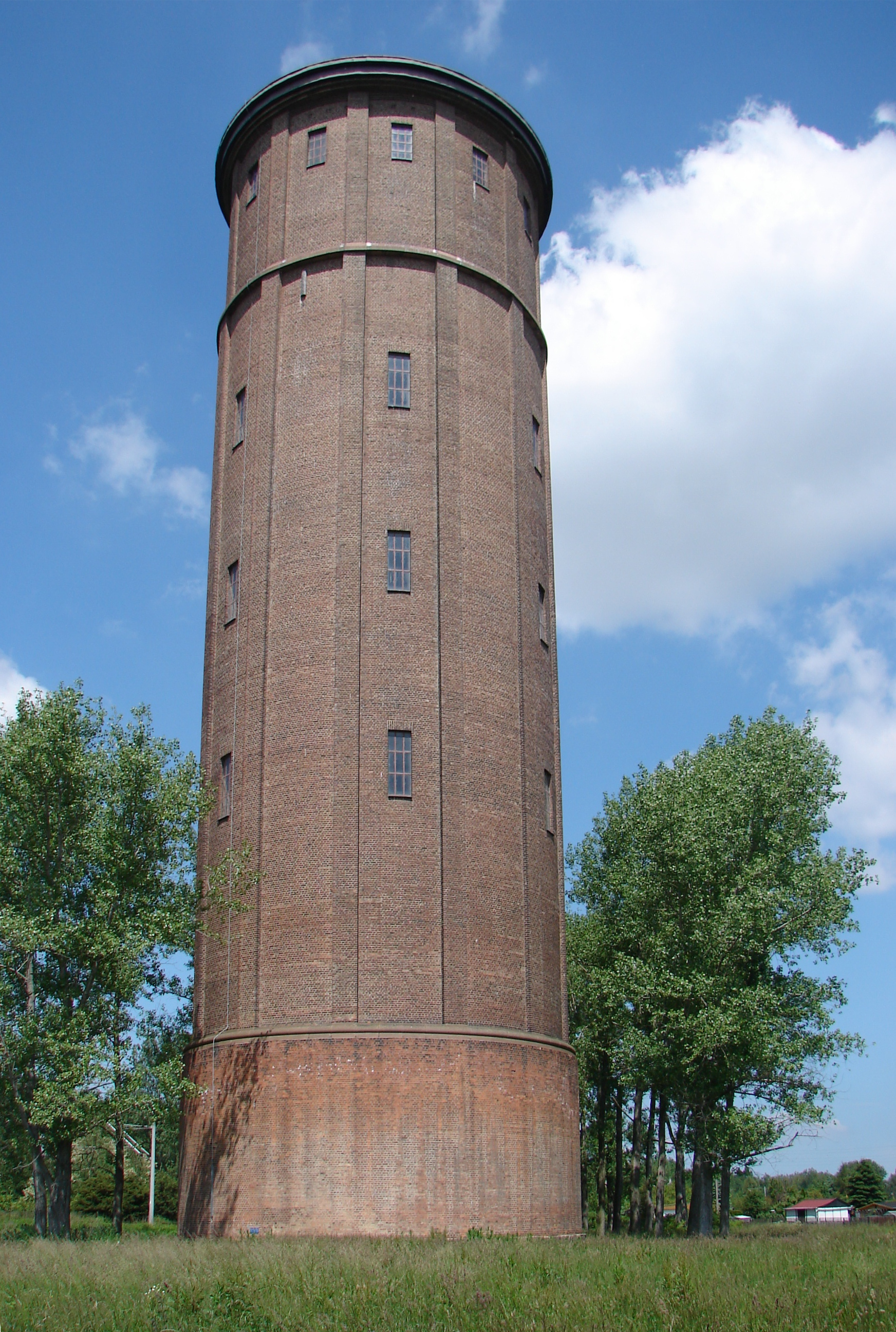
Wasserturm in Röthigen, als Ersatz für den 1955 zerstörten Wasserturm Blumroda

Der Braunkohlenabbau um Blumroda begann 1854. In dieser Zeit bauten die „Wilhelmgrube“ und die Grube „Glück Auf I“ zwischen Blumroda und Thräna Braunkohle ab. 1877 begann der Kohleabbau unter Tage in der Grube „Belohnung“ (bis 1926). Da der Ort durch den Bergbau unter Wassermangel litt, wurde 1893 eine Wasserleitung gebaut. 1912 erfolgte der Bau des Blumrodaer Wasserturms, der 17 Gemeinden und sechs Großanbieter über das Wasserwerk Regis mit Wasser versorgte. Nordwestlich von Blumroda entstand im Jahr 1909 der Tagebau Regis I, an den sich 1930 Regis II, 1937 Regis III und IV anschlossen. Im Jahr 1948 war mit Regis IV der letzte dieser vier Tagebaue ausgekohlt. 
Östlich von Regis I wurde 1948 der Tagebau Blumroda aufgeschlossen. Ein 1951/52 ausgearbeitetes Gutachten der Hauptverwaltung Braunkohle über die Kohleversorgung im Bornaer und Zeitzer Revier kam zu dem Entschluss, dass Blumroda durch den Tagebau des Braunkohlenwerks Borna überbaggert werden soll. Bereits im folgenden Jahr begann die Aussiedlung der 169 Familien des Orts. Die 1954 begonnene Abbaggerung durch den Tagebau Borna-West wurde im Juli des Jahres durch einen Dammbruch infolge des Hochwassers in der Pleißenaue und die Überflutung des benachbarten Tagebaus Blumroda unterbrochen. Dieser wurde daraufhin stillgelegt und als schneller Ersatz der Tagebau Haselbach westlich von Regis-Breitingen aufgeschlossen.
Die Ortslage Blumroda wurde bis 1957 einschließlich des Tagebaufelds Blumroda abgebaggert. Als Ersatz für den 1955 zerstörten Wasserturm Blumroda wurde vorher in Röthigen bei Deutzen ein neuer Wasserturm errichtet. Im Gegensatz zum 1957/58 durch den Tagebau Deutzen abgebrochenen Ort blieb dieser vom Abbruch verschont. 
Von Blumroda blieben nur einige Häuser im südöstlichen Bereich an der F 93 (heute B93) erhalten. Dies waren das ehemalige Ledigenwohnheim des Braunkohlenwerks „Kraft I“ Thräna und zwei Wohnhäuser in unmittelbarer Nähe. Diese kamen mit der devastierten Flur von Blumroda im Jahr 1960 nach Thräna und mit dessen Eingemeindung 1997 zur Gemeinde Wyhratal. Seit dem 1. Januar 2004 ist Wyhratal eine Ortschaft der Stadt Borna, zu der seitdem Blumroda gehört.
Die rekultivierte Fläche von Blumroda liegt heute teilweise im Speicherbecken Borna. In der Nähe der wüsten Mark Trojan entstand an 1975 eine Schweinemastanlage, auf deren Standort sich dank der günstigen Lage an der B 93 nach 1990 ein Gewerbegebiet bildete, das den Namen Blumroda erhielt.

## Vereine
Die Ortsgruppe Blumroda des „Heimatvereins Regis-Breitingen und Umgebung e.V.“, in der sich ehemalige Einwohner von Blumroda treffen, veranstaltet regelmäßige Veranstaltungen im Gasthof Thräna. Sie pflegt auch den Gedenkstein, der an den verschwundenen Ort erinnert.

## In Blumroda geborene Persönlichkeiten
- Helmut Selle (* 1932), Buchgestalter und Typograf
- Heidi Weigelt (* 1945), Schauspielerin